# Sielsowiet Prozoroki
Sielsowiet Prozoroki (s. prozorocki, biał. Празароцкі сельсавет, ros. Прозорокский сельсовет) – sielsowiet na Białorusi, w rejonie głębockim obwodu witebskiego.

## Położenie
Siedzibą sielsowietu są Prozoroki.

## Skład
Sielsowiet Prozoroki obejmuje 34 miejscowości:
| Polska nazwa miejscowości | Nazwa białoruska          | Nazwa rosyjska                    | Typ jednostki osadniczej |
| ------------------------- | ------------------------- | --------------------------------- | ------------------------ |
| Ananicze                  | Ананічы (Ananiczy)        | Ананичи (Ananiczi)                | wieś                     |
| Babicze                   | Бабічы (Babiczy)          | Бабичи (Babiczi)                  | chutor                   |
| Bohuszewicze              | Багушэвічы (Bahuszewiczy) | Богушевичи (Boguszewiczi)         | wieś                     |
| Czabany                   | Чабаны                    | Чабаны                            | chutor                   |
| Czerniewicze              | Чарневічы (Czarniewiczy)  | Черневичи (Czerniewiczi)          | agromiasteczko           |
| Karnackie                 | Карнацкія (Karnackija)    | Карнацкие (Karnackije)            | wieś                     |
| Kosarowo                  | Косарава (Kosarawa)       | Косарево (Kosariewo)              | wieś                     |
| Ksty                      | Ксты                      | Ксты                              | chutor                   |
| Lisice                    | Лісіцы (Lisicy)           | Лисицы (Lisicy)                   | wieś                     |
| Łosie                     | Ласі (Łasi)               | Лоси (Łosy)                       | wieś                     |
| Łosiowo                   | Ласёва (Łasiowa)          | Лосёво, Лосево (Łosiowo, Łosiewo) | wieś                     |
| Małość                    | Маласць (Małasć)          | Малость (Małost´)                 | chutor                   |
| Mazurowo                  | Мазурава (Mazurawa)       | Мазурово                          | chutor                   |
| Mirończyki                | Мірончыкі (Mironczyki)    | Мирончики (Mironcziki)            | wieś                     |
| Nowinki                   | Навінкі (Nawinki)         | Новинки                           | chutor                   |
| Polewacze                 | Палевачы (Palewaczy)      | Полевачи (Polewaczi)              | wieś                     |
| Powińszczyzna             | Павіншчына (Pawinszczyna) | Павинщина (Pawinszczina)          | chutor                   |
| Prozoroki                 | Празарокі (Prazaroki)     | Прозороки                         | agromiasteczko           |
| Romaszki                  | Рамашкі (Ramaszki)        | Ромашки                           | chutor                   |
| Roślewo                   | Рослева (Roslewa)         | Рослево (Roslewo)                 | chutor                   |
| Sachnowicze               | Сахнавічы (Sachnawiczy)   | Сахновичи (Sachnowiczi)           | wieś                     |
| Sanniczki                 | Саннічкі                  | Саннички                          | chutor                   |
| Sanniki                   | Саннікі                   | Санники                           | wieś                     |
| Siomki                    | Сёмкі                     | Сёмки                             | wieś                     |
| Skrażyno                  | Скражына (Skrażyna)       | Скряжино (Skriażyno)              | wieś                     |
| Słoboda                   | Слабада (Słabada)         | Слобода                           | chutor                   |
| Szałuszyno                | Шалушына (Szałuszyna)     | Шалушино                          | wieś                     |
| Szczełkuny                | Шчаўкуны (Szczaukuny)     | Щелкуны                           | wieś                     |
| Szyciki                   | Шыцікі                    | Шитики (Szytiki)                  | wieś                     |
| Szyłowo                   | Шылава (Szyława)          | Шилово                            | chutor                   |
| Zabołocie                 | Забалоцце (Zabałoccie)    | Заболотье (Zabołot´je)            | wieś                     |
| Zamchowo                  | Замхава (Zamchawa)        | Замхово                           | chutor                   |
| Zamchowo                  | Замхава (Zamchawa)        | Замхово                           | wieś                     |
| Zastarzynie               | Застаронне (Zastaronnie)  | Застаронье (Zastarońje)           | chutor                   |

## Historia
W okresie międzywojennym miejscowości sielsowietu należały w większości do gminy Prozoroki, a Bohuszewicze, Szczełkuny do gminy Plisa, obie w powiecie dziśnieńskim województwa wileńskiego II Rzeczypospolitej.
Sielsowiet Prozoroki utworzono 12 października 1940, pod okupacją radziecką.
Do 28 marca 2011, prócz wymienionych powyżej miejscowości, do sielsowietu Prozoroki należały skasowane miejscowości: wieś Bortkowo (Барткова) i chutor Łastówka (Ластавікі, Łastawiki).